# 招堤街道
招堤街道，是中华人民共和国贵州省黔西南布依族苗族自治州安龙县下辖的一个街道办事处。
2012年，贵州省人民政府批复同意撤销新安镇建制，设置招堤街道办事处。
2015年1月21日，贵州省人民政府批复同意安龙县乡镇行政区划调整，新设置的招提街道辖原招堤街道（除箐山村外）和原兴隆镇、平乐乡及原栖凤街道西一居委会、西河居委会，办事处驻广东街居委会。

## 行政区划
招堤街道下辖以下地区：
广东街社区、龙顺社区、硫磺街社区、东门社区、城北社区、西河社区、关桥社区、西一社区、海庄村、铜古井村、山岔村、陇西村、板磨村、盘江村、当朝村、阿兴村、排冗村、冗华村、阳方村、安比村、大坪村、青龙村、钢厂村、红星村、冗讲村、下扎村、久长村、石灰村、水冲村、顶庙村、打江村、坡炎村、索汪村、渔浪村、郎元村和联合村。